# Raml Souk
Raml Souk (em árabe: رمل سوق) é uma cidade e comuna localizada na província de El Tarf, Argélia. Segundo o censo de 2008, a população total da cidade era de 3 715 habitantes.